# Симукка, Салла
Са́лла Си́мукка (фин. Salla Simukka; род. 16 июня 1981, Тампере, Финляндия) — финская детская писательница, переводчик, литературный критик.
Изучала филологию и финский язык в университете Турку. Первое литературное произведение написала в 18 лет, а в качестве литературного критика сотрудничала с газетами Helsingin Sanomat и Hämeen Sanomat.
Наиболее известна своей трилогией о ведущей расследования школьнице из Тампере Лумикки Андерссон (фин. Lumikki — Белоснежка). Первый роман трилогии, Punainen kuin veri («Красный, как кровь»), вышел в 2013 году, в том же году был опубликован второй роман, Valkea kuin lumi («Белый, как снег»); в 2014 году вышел третий роман трилогии, Musta kuin eebenpuu («Чёрный, как эбеновое дерево»). В 2016 году Симукка подписала договор об экранизации своих произведений с американской кинокомпанией Zero Gravity Management. В 2013 году Симукка получил две награды: премию Топелиуса за лучший финский молодёжный роман (за Jäljellä ("Без следа") и Toisaalla ("В другом месте"); и премию Финляндии за многообещающий прорыв.

## Премии и награды
- Литературная премия города Тампере 2008 (Takatalvi), 2012 (Jäljellä & Toisaalla)
- Премия Топелиуса[фин.] 2013 (Jäljellä & Toisaalla)
- Премия Суоми[фин.] 2013
- Художественная премия Пирканмаа, 2014[4]
- Премия Каарины-Хелакисы, 2017[5]
- Литературная премия «За лучшую детскую книгу», 2017[6]